# Криницький хребет

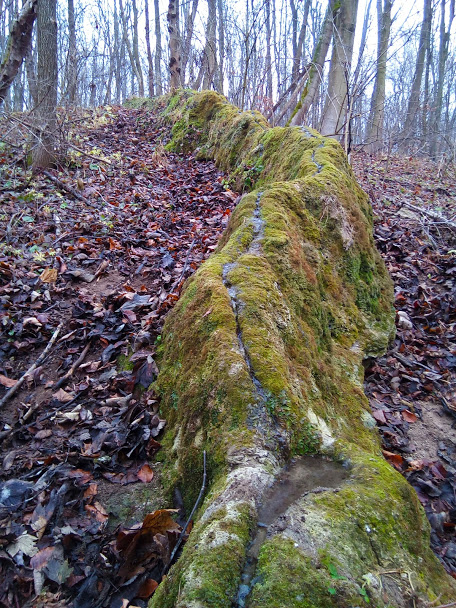
Криницький хребет (Фото А.Мельничука)

Криницький хребет — геоморфологічне утворення, що розташоване в Коростятинському лісі біля с. Криниця Монастириського району, Тернопільської області.
Розташований на території заказника Коростянський.

## Загальні відомості
Проектована територія природно-заповідного фонду. пропонується з метою збереження унікального геоморфологічного утворення — свідка геологічних процесів у минулому. Розміщується на відстані 1200 м на схід від хутора Дубенок (автошлях Тернопіль — Івано-Франківськ), у Коростятинському лісі біля с. Криниця (кв.15,17 Криницького лісництва ДП «Бучацьке лісове господарство»).

## Районування
Згідно з фізико-географічним районуванням, вказана ділянка розташована у межах Західно-Подільської височинної області Західно-Української лісостепової провінції Лісостепової зони Східно-Європейської рівнини.

## Фотогралерея

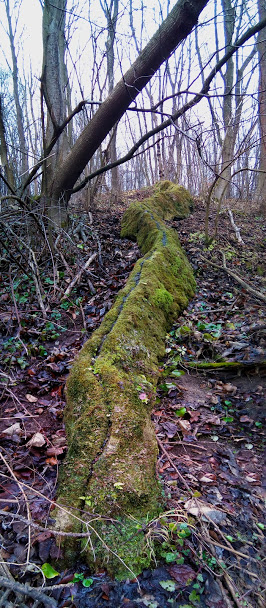
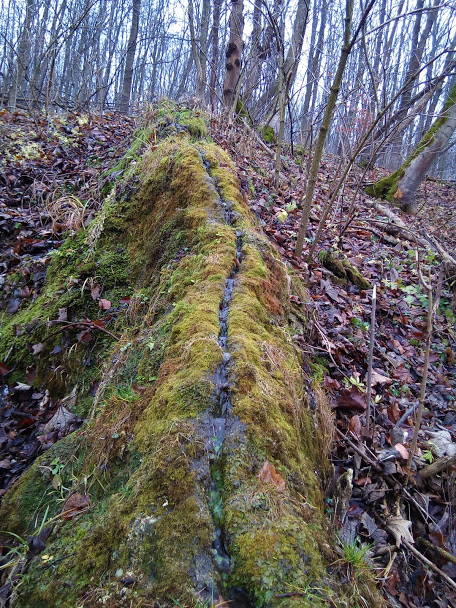
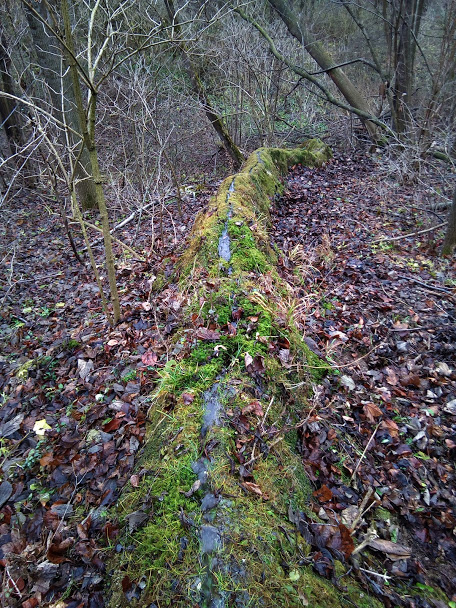
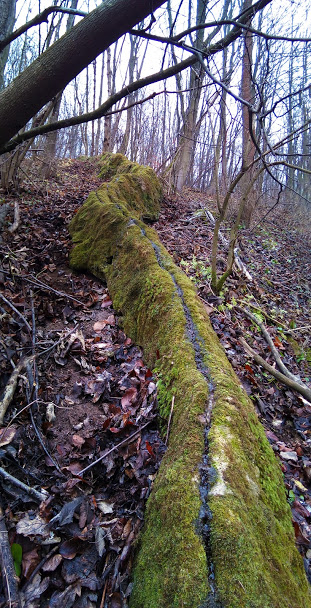
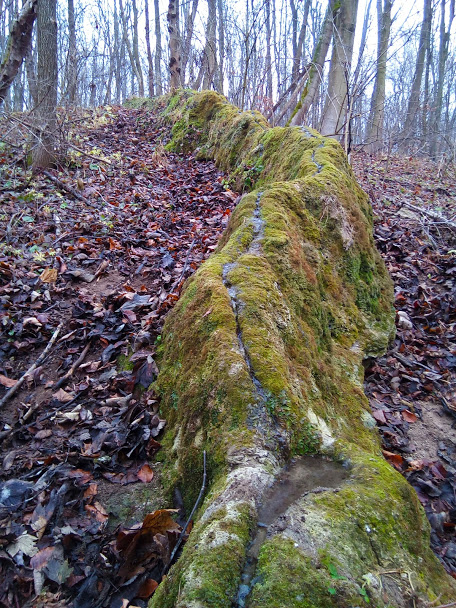

## Геологічна природа пам'ятки
Мінеральне напливне утворення яке «наросло» на схилі крутого пісковикового пагорба зверху донизу у вигляді хвилястого гірського хребта, чи хребта доісторичного динозавра, складене вапняками. Довжина даного утворення до 50 м, висота до 1 м, ширина в основі конуса до 1 м. Це вапняк, який виник при випаровуванні мінеральної води джерела, яка просочується по тріщинам вапняків, накопичення яких характерно для даного району.
Така вода є твердою, так як вміщує вуглекальцієву сіль, бікарбонат Са(Mg)H2 (CO)3 — легкорозчинне та нестійке з'єднання. При випаровуванні води виділяється також двоокис вуглецю, а залишений вторинний іонокарбонат Са(Mg)СО2 осідає. Геологічний вік такого витвору природи — близько 1 млн років, тобто — це сучасний відділ четвертинного періоду.

## Місце в екомережі
Згідно з Регіональною схемою формування екологічної мережі в Тернопільській області (2009 р.) знаходиться в зоні Опільського міжрегіонального екологічного коридору.